# Distretto di Yüreğir
Il distretto di Yüreğir (in turco Yüreğir ilçesi) è uno dei distretti della provincia di Adana, in Turchia. Fa parte del comune metropolitano di Adana.